# قوات الشهيد الصدر الأول
قوات الشهيد الصدر الأول أو باسم الحشد الشعبي اللواء 25 هي جماعة مسلحة إسلامية شيعية تحارب داعش. تابعة لحزب الدعوة الإسلامية ومقربة من نوري المالكي وتتبع أفكار آية الله محمد باقر الصدر.تم تأسيس في 1980 في طهران فندق وليعصر من قبل مجموعه قليلة من عناصر حزب الدعوة كي يشكل فرع مسلح لحزب الدعوة الذي كان حزب سياسي بحت تم انحلال القوات في 2003 ب طلب امريكي و استرجاعها في 2014 اثر هجوم داعش على العراق

## وصلات خارجية
- قوات الشهيد الصدر الأول  على فيسبوك.